# スペースボール
『スペースボール』（原題: Spaceballs）は、1987年に公開されたメル・ブルックス監督のSFコメディ映画。ジョージ・ルーカス監督の『スター・ウォーズシリーズ』を中心に、多数のパロディが盛り込まれている。

## 製作概要
映画化の際、ジョージ・ルーカスからパロディ化を快諾されている。これはルーカスがブルックスのファンであったためである。ただし登場するキャラクターが似ているため、「スペースボール」関連のフィギュア等のグッズを一切販売しないという条件が設けられた。これをヒントにメル・ブルックスは「ヨーグルトがスペースボールズグッズを売り込むシーン」を思い付き、ルーカスの営業戦略そのものをパロディ化した。
さらに視覚効果はアポジー社（ジョン・ダイクストラのプロダクション）とILMが、サウンドデザインはスプロケット・システム（スカイウォーカー・サウンド）が担当している。終盤の脱出ポッドの射出シーンは「スター・ウォーズ」のために撮影されたフィルムを流用。またダイナーにはミレニアム・ファルコン号が駐機している。

## ストーリー
ワープした昔、遥か銀河系の彼方。悪しきスペースボール星のスクルーブ大統領は、薄くなってしまった星の大気を補充するため、近隣のドルイデア星から大気を奪取することを画策する。そして、ドルイデア星のローランド王の娘であるヴェスパ姫を誘拐し、姫の身柄を人質にして大気を盗み取ろうとする。
困り果てたローランド王は、流れ者の船長ローン・スターとその友人バーフに娘および愛車の救出を依頼する。かくしてローン・スターと姫たちは、スペースボール星人の執拗な追跡を何とかかわし続けていく。

## キャラクター
〔〕内は『スター・ウォーズ・シリーズ』での対応するキャラクター。
スクルーブ大統領 / ヨーグルト 〔ヨーダ〕
一人二役。スクルーブ（Skroob）はスペースボール星の大統領で、名前はメル・ブルックスの名字（Brooks）のアナグラムとスクリューボールに由来する。
ヨーグルトはフォースに似た力シュワルツの力を伝承する聖者。ベガの砂漠の寺院に籠り、巨大な自分の神像の中に構えた売店で映画のグッズを販売する。ローン・スターを救い、彼にシュワルツの力を伝えた。
バーフォロミュー（バーフ） 〔チューバッカ〕
イーグル5号の乗員。ローン・スターの友人。半人半犬。バーフとは「ゲロ」を意味するスラングである。
ダーク・ヘルメット 〔ダース・ベイダー〕
スペースボール星のスクループ大統領の手先。巨大なプリーツ・ヘルメット風のヘルメットと黒い戦闘服を着用している。ヘルメットの防御力は低く、ちょっとしたダメージでもへこんでしまう。また呼吸を阻害し非常に息苦しい。このためヘルメットのフェイスシールドを開けることがしばしばあるが、ヘルメット自体を脱ぐことはない。身長は部下たちよりも低く、ヘルメットが大きいため頭身も低く見える。フォースに似た力シュワルツを体得しており、これによって失敗を犯した兵士の股間を握り潰す制裁を行う。このため兵士たちからは非常に恐れられている。シュワルツの力でライトセイバー風の剣を生じさせ、相手と戦うこともある。
ダーク・ヘルメット役のリック・モラニスは劇中で特殊効果を使うことなく、ダース・ベイダー風の声を再現した。
ローン・スター 〔ルーク・スカイウォーカー / ハン・ソロ〕
イーグル5号の船長。その身元は不明。ガソリンは必ず5ドルずつ買う。船長と呼ばれないと怒る。
ヴェスパ姫 〔レイア・オーガナ〕
ドルイデア星のローランド王の王女。アクビ王子との結婚を嫌って逃げ出し、スペースボール星人によって狙われる。名前はスクーターのベスパに由来する。
ドット・マトリックス 〔C-3PO〕
ヴェスパ姫の従者である侍女ロボット。名前は当時コンピュータプリンタの主流だったドットマトリクスプリンタに由来する。
ローランド王
ドルイデア星の国王。娘と車をこよなく愛する。暗号を組むセンスはスクループ大統領と同程度で、「バカがトランクのキーに使う」レベルの単純な数列「12345」を大気を守るシールドの暗証番号にしていた。
サンダース大佐
スペースボール星の軍人で宇宙戦艦スペースボール1号の指揮官。ダーク・ヘルメットに翻弄される苦労の多い指揮官。名前はケンタッキーフライドチキンのカーネル（Colonel：大佐）・サンダースのパロディ。
ジルコン司令官
スペースボール副司令。スクルーブ大統領に転送装置の使用を奨める。スクルーブ大統領がトイレで用を足した際には大統領の股間を覗き見た。
アホ曹長（吹替版：フリィップ・トンチキ上等兵）
スペースボール1号の砲手。従兄弟の少佐（やはりこちらも「アホ」という名前）が任命した。
レーダー手
擬音の口真似が得意な黒人男性。ダーク・ヘルメットに「アホは何人乗っているのか」と聞かれて手を上げた一人（ちなみにこのときほぼ全員が手を上げている）。
ピザ・ザ・ハット 〔ジャバ・ザ・ハット〕
ピザ人間。ローン・スターに10万宇宙ドル（吹替え版では1万宇宙ドル）を貸し、利息と合わせて100万宇宙ドルを支払うよう要求した。最後は空腹で自分の体を食って死亡したために借金が帳消しになる。ピザハットが実在するからこそのキャラクター。
ジョン・ハート
宇宙のファーストフード店での食事中、体内に寄生していたエイリアンに腹を食い破られる。ジョン・ハートは『エイリアン』で最初にエイリアンに腹を食い破られたケイン役を演じた。そのため本作では「またか」と嘆き、エンディングクレジットでは「Himself（本人）」とクレジットされた。

## キャスト
| 役名                          | 俳優                                                    | 日本語吹替 |
| ----------------------------- | ------------------------------------------------------- | ---------- |
| スクルーブ大統領 / ヨーグルト | メル・ブルックス                                        | 羽佐間道夫 |
| バーフォロミュー（バーフ）    | ジョン・キャンディ                                      | 安西正弘   |
| ダーク・ヘルメット            | リック・モラニス                                        | 富山敬     |
| ローン・スター                | ビル・プルマン                                          | 大塚芳忠   |
| ヴェスパ姫                    | ダフネ・ズニーガ                                        | 井上喜久子 |
| ドット・マトリックス          | ジョーン・リバーズ（声） ローレン・ヤーネル（スタント） | 水原リン   |
| ローランド王                  | ディック・ヴァン・パタン                                | 亀井三郎   |
| サンダース大佐                | ジョージ・ワイナー                                      | 池田勝     |
| ジルコン司令官                | レスリー・ビーヴィス                                    | 弥永和子   |
| レーダー手                    | マイケル・ウィンスロー                                  |            |
| ピザ・ザ・ハット              | ドム・デルイーズ（声）                                  | 辻親八     |
| ヴィニー                      | ルディ・デ・ルカ                                        | 小島敏彦   |
| ジョン・ハート                |                                                         | 小島敏彦   |
| リコ軍曹                      | サル・ビスカソ                                          | 稲葉実     |
| 牧師                          | ロニー・グラハム                                        | 伊井篤史   |
| スノッティ                    | ジェフ・マクレガー                                      | 星野充昭   |
| アホ少佐                      | ジム・ジャックマン                                      |            |
| アホ曹長                      | マイケル・プニウスキー                                  |            |

- その他の日本語吹替キャスト：小室正幸、山下啓介、紗ゆり、磯辺万沙子、吉田美保

## スタッフ

### オリジナル
- 監督：メル・ブルックス
- 製作：メル・ブルックス
- 脚本：メル・ブルックス、トーマス・ミーハン、ロニー・グレアム
- 撮影：ニック・マクリーン
- 編集：コンラッド・バフ4世
- 特撮：ILM
- 美術：テレンス・マーシュ
- 音楽：ジョン・モリス

### 日本語吹替スタッフ
- TBS『水曜ロードショー』 - 1993年3月10日 ※ノーカット収録。BDソフト版に収録。
  - ナレーション：羽佐間道夫
  - プロデューサー：上田正人（TBS）
  - 台詞：岩佐幸子
  - 演出：伊達康将
  - 制作：東北新社/TBS

## 元ネタ
- スター・ウォーズ・シリーズ（1977年 - ）

以下は「スター・ウォーズ・シリーズ」について前述している場合は省略している。
- スタートレックシリーズ（1966年 - ） - 転送装置、ナーブピンチ(バルカン掴み)などの元ネタ。
- 2001年宇宙の旅（1968年）
- ピザハット - 「ピザ・ザ・ハット」の元ネタ。
- カーネル・サンダース - 「サンダース大佐」の元ネタ。
- トランスフォーマー（1984年 - ） - スペースボール1号変形の元ネタ。
- ペリエ - スクルーブ大統領が執務室で隠れて吸っていた「缶入りドルイデア産空気」のブランドが「Perri-air」。ラベルのデザインもそっくり。
- アラビアのロレンス（1962年）  - 砂漠を彷徨うシーンでよく似た音楽が流れる。
- オズの魔法使（1939年） - ヨーグルトの神殿に入る際のローン・スター/ヴェスパ姫/バーフォロミュー/ドット・マトリクスの4名の演技は、大魔法使いの部屋に入る案山子/ドロシー/ライオン/ブリキ男にそれぞれ対応する。ヨーグルトの第一声「Silence!」も大魔法使いの第一声と同じ。
- 猿の惑星（1968年） - 浜辺に埋もれている自由の女神像（らしきもの）をチンパンジーが見つける。
- エイリアン（1979年） - ジョン・ハートがエイリアンに腹を食い破られる。
- 魅惑の蛙（1955年） - ジョン・ハートの腹を食い破ったエイリアンは、ルーニー・テューンズのアニメ映画『One Froggy Evening』（1955年）に登場するカエルのミシガン・J・フロッグのように『Hello! Ma Baby』（1899年作曲）を歌いながら踊る。
- 或る夜の出来事（1934年） - 女性（ヴェスパ姫）にはフィアンセがおり救出後に式を挙げること、男（ローン・スター）が賞金ではなく移動中の経費を姫の父親に請求する件などが共通している。
- ランボー（1982年） - ヴェスパ姫がマシンガンを撃つシーン。ランボーも真っ青というセリフがある。
- フォード・ギャラクシー  - ローンスターが育った星系。フォードモーターが製造していた車の名前から。

その他
- バカみたい速度 - テスラが搭載する最速の加速モード「ルディクラス・モード」は、スペースボール1号の「バカみたい速度」(ルディキュラス・スピード)から名付けられた[4]。

## サウンドトラック
オリジナル・サウンドトラック盤CD/カセットテープ（1987年）
映画公開に合わせて、アメリカのアトランティック・レコードからオリジナル・サウンドトラック盤CDとカセットテープが発売された。ジョン・モリス作曲の楽曲が3曲収録されているほか、スピナーズが歌う映画の主題歌『Spaceballs』も収録されている。
オリジナル・サウンドトラック盤CD（2006年）
2006年12月12日、本作の公開19周年を記念して、アメリカのラ・ラ・ランド・レコーズから3,000枚限定でオリジナル・サウンドトラック盤CDが発売された。品番：LLLCD 1050、定価：19.98ドル。過去のLPレコードのサントラ盤に収録されたアルバム・バージョンの演奏と、実際に映画で使われた演奏の両バージョンが収録されている。

## テレビアニメ版
『スペースボール アニメイテッドシリーズ』 (Spaceballs: The Animated Series) は、2008年にアメリカ合衆国で放送されたテレビアニメシリーズ。全13話。

### 声の出演
- スクルーブ大統領 / ヨーグルト - メル・ブルックス
- ダーク・ヘルメット - ディー・ブラッドリー・ベイカー
- ヴェスパ姫 - ダフネ・ズニーガ
- ドット・マトリックス - ジョーン・リバーズ
- バーフ - ティノ・インサナ
- ローン・スター - リノ・ロマノ
- ジルコン司令官 - ジュリアン・グロスマン